# Primera División 2016 (Paraguay)
In 2016 werd het 111de seizoen gespeeld van de Primera División, de hoogste voetbalklasse van Paraguay. Het seizoen werd opgesplitst in een Torneo Apertura (22 januari–22 mei) en Torneo Clausura (8 juli–18 december).

## Torneo Apertura

### Uitslagen
|                   | CER | CRP | CAP | CAB | DIA | GUA | LIB | NAC | OLI | RUB | SOL | SPO |
| ----------------- | --- | --- | --- | --- | --- | --- | --- | --- | --- | --- | --- | --- |
| Cerro Porteño     |     | 4–0 | 3–2 | 3–0 | 2–2 | 3–4 | 0–1 | 1–2 | 1–2 | 1–2 | 1–4 | 2–1 |
| Club Ríver Plate  | 0–2 |     | 1–1 | 0–0 | 1–1 | 1–1 | 1–3 | 1–3 | 0–3 | 1–4 | 1–1 | 0–1 |
| Deportivo Capiatá | 0–2 | 1–1 |     | 3–2 | 2–1 | 0–2 | 0–2 | 2–4 | 3–5 | 2–2 | 1–1 | 1–0 |
| Gen Caballero     | 2–4 | 2–3 | 3–7 |     | 5–1 | 0–1 | 0–2 | 1–3 | 2–1 | 0–1 | 1–1 | 0–0 |
| General Díaz      | 2–5 | 3–0 | 2–2 | 1–3 |     | 3–2 | 1–0 | 1–1 | 4–1 | 0–2 | 2–1 | 2–2 |
| Guaraní           | 0–0 | 4–2 | 0–3 | 1–2 | 3–0 |     | 1–3 | 1–0 | 0–2 | 3–1 | 2–1 | 3–2 |
| Libertad          | 2–1 | 3–1 | 4–2 | 2–2 | 2–1 | 0–0 |     | 4–3 | 3–1 | 0–1 | 1–2 | 1–0 |
| Nacional          | 1–1 | 0–0 | 0–1 | 2–3 | 1–3 | 2–1 | 1–3 |     | 2–2 | 3–1 | 0–3 | 1–1 |
| Olimpia           | 0–1 | 3–0 | 1–3 | 7–1 | 4–1 | 3–2 | 1–0 | 3–1 |     | 4–1 | 6–0 | 2–0 |
| Rubio Ñu          | 1–0 | 1–2 | 1–2 | 1–2 | 0–0 | 2–2 | 2–0 | 2–1 | 1–4 |     | 0–2 | 1–2 |
| Sol de América    | 2–2 | 0–1 | 3–2 | 3–3 | 3–1 | 0–0 | 2–1 | 4–3 | 2–1 | 1–2 |     | 3–3 |
| Sportivo Luqueño  | 2–1 | 2–0 | 2–2 | 0–2 | 2–0 | 1–2 | 0–1 | 3–2 | 2–1 | 0–2 | 2–2 |     |

### Eindstand
| №  | Club              | WG | W  | G | V  | DV | DT | +/– | Punten |
| -- | ----------------- | -- | -- | - | -- | -- | -- | --- | ------ |
|    | Libertad          | 22 | 14 | 2 | 6  | 38 | 23 | +15 | 44     |
| 2  | Olimpia           | 22 | 14 | 1 | 7  | 57 | 30 | +27 | 43     |
| 3  | Sol de América    | 22 | 9  | 8 | 5  | 41 | 36 | +5  | 35     |
| 4  | Guaraní           | 22 | 10 | 5 | 7  | 35 | 31 | +4  | 35     |
| 5  | Rubio Ñu          | 22 | 10 | 3 | 9  | 31 | 32 | –1  | 33     |
| 6  | Cerro Porteño     | 22 | 9  | 4 | 9  | 40 | 32 | +8  | 31     |
| 7  | Deportivo Capiatá | 22 | 8  | 6 | 8  | 42 | 42 | 0   | 30     |
| 8  | Sportivo Luqueño  | 22 | 7  | 6 | 9  | 28 | 31 | –3  | 27     |
| 9  | General Caballero | 22 | 7  | 5 | 10 | 36 | 47 | –11 | 26     |
| 10 | General Díaz      | 22 | 6  | 6 | 10 | 32 | 44 | –12 | 24     |
| 11 | Nacional          | 22 | 6  | 5 | 11 | 36 | 42 | –6  | 23     |
| 12 | Club Ríver Plate  | 22 | 3  | 7 | 12 | 17 | 43 | –26 | 16     |

### Topscorers
- In onderstaand overzicht zijn alleen de spelers opgenomen met tien of meer treffers achter hun naam.

| № | Naam             | Club              | Goals | Pen. | Duels | Gem. |
| - | ---------------- | ----------------- | ----- | ---- | ----- | ---- |
| 1 | Brian Montenegro | Club Nacional     | 18    | 2    |       |      |
| 2 | Santiago Salcedo | Libertad          | 13    | 3    |       |      |
| 3 | Luís Leal        | Cerro Porteño     | 12    | 3    |       |      |
|   | William Mendieta | Club Olimpia      | 12    | 3    |       |      |
|   | Alejandro Silva  | Club Olimpia      | 12    | 3    |       |      |
| 6 | Roberto Gamarra  | Deportivo Capiatá | 11    | 2    |       |      |
| 7 | Julio Aguilar    | General Díaz      | 10    | 0    |       |      |

## Torneo Clausura

### Uitslagen
|                   | CER | CAP | CAB | DIA | GUA | LIB | NAC | OLI | RIV | RUB | SOL | SPO |
| ----------------- | --- | --- | --- | --- | --- | --- | --- | --- | --- | --- | --- | --- |
| Cerro Porteño     |     | 2–1 | 1–2 | 2–3 | 1–3 | 2–1 | 1–1 | 1–1 | 4–0 | 1–0 | 2–2 | 4–1 |
| Deportivo Capiatá | 2–2 |     | 3–2 | 3–0 | 1–1 | 0–1 | 0–1 | 1–0 | 0–3 | 1–0 | 1–1 | 1–1 |
| Gen Caballero     | 1–1 | 1–2 |     | 2–2 | 0–1 | 1–5 | 1–2 | 2–3 | 1–0 | 1–1 | 2–1 | 0–1 |
| General Díaz      | 1–1 | 0–1 | 0–0 |     | 1–2 | 0–1 | 0–2 | 1–2 | 2–0 | 1–1 | 1–2 | 1–1 |
| Guaraní           | 0–2 | 1–1 | 2–1 | 1–0 |     | 1–3 | 1–0 | 0–1 | 2–0 | 1–0 | 4–3 | 2–1 |
| Libertad          | 1–1 | 1–1 | 1–0 | 2–1 | 0–1 |     | 3–0 | 2–2 | 1–1 | 2–1 | 0–0 | 1–2 |
| Nacional          | 1–6 | 2–2 | 4–1 | 1–2 | 1–1 | 1–2 |     | 3–4 | 2–0 | 3–1 | 2–1 | 1–2 |
| Olimpia           | 4–2 | 4–0 | 0–0 | 3–0 | 0–1 | 1–1 | 2–1 |     | 5–3 | 3–1 | 1–0 | 4–1 |
| River Plate       | 2–3 | 2–4 | 1–1 | 0–0 | 0–2 | 2–0 | 2–3 | 0–2 |     | 0–2 | 2–4 | 0–2 |
| Rubio Ñu          | 0–4 | 0–1 | 0–1 | 0–2 | 0–2 | 0–1 | 0–0 | 0–0 | 5–1 |     | 1–1 | 0–0 |
| Sol de América    | 3–2 | 0–3 | 1–1 | 0–1 | 3–0 | 4–2 | 0–1 | 2–1 | 2–6 | 1–0 |     | 1–1 |
| Sportivo Luqueño  | 0–0 | 0–4 | 2–2 | 1–1 | 0–3 | 0–2 | 2–1 | 0–1 | 1–0 | 0–2 | 0–0 |     |

### Eindstand
| №  | Club              | WG | W  | G | V  | DV | DT | +/– | Punten |
| -- | ----------------- | -- | -- | - | -- | -- | -- | --- | ------ |
|    | Guaraní           | 22 | 15 | 3 | 4  | 32 | 19 | +13 | 48     |
| 2  | Olimpia           | 22 | 14 | 5 | 3  | 44 | 22 | +22 | 47     |
| 3  | Libertad          | 22 | 11 | 6 | 5  | 33 | 22 | +11 | 39     |
| 4  | Deportivo Capiatá | 22 | 10 | 7 | 5  | 33 | 25 | +8  | 37     |
| 5  | Cerro Porteño     | 22 | 9  | 8 | 5  | 45 | 30 | +15 | 35     |
| 6  | Nacional          | 22 | 9  | 4 | 9  | 33 | 34 | –1  | 31     |
| 7  | Sol de América    | 22 | 7  | 7 | 8  | 32 | 34 | –2  | 28     |
| 8  | Sportivo Luqueño  | 22 | 6  | 8 | 8  | 19 | 31 | –12 | 26     |
| 9  | General Díaz      | 22 | 5  | 7 | 10 | 20 | 28 | –8  | 22     |
| 10 | General Caballero | 22 | 4  | 8 | 10 | 23 | 34 | –11 | 20     |
| 11 | Rubio Ñu          | 22 | 3  | 6 | 13 | 15 | 27 | –12 | 15     |
| 12 | Club Ríver Plate  | 22 | 3  | 3 | 16 | 25 | 48 | –23 | 12     |

### Topscorers
- In onderstaand overzicht zijn alleen de spelers opgenomen met tien of meer treffers achter hun naam.

| № | Naam              | Club              | Goals | Pen. | Duels | Gem. |
| - | ----------------- | ----------------- | ----- | ---- | ----- | ---- |
| 1 | Ernesto Álvarez   | Sol de América    | 14    | 4    |       |      |
|   | Cecilio Domínguez | Cerro Porteño     | 14    | 8    |       |      |
| 3 | Santiago Salcedo  | Libertad          | 13    | 2    |       |      |
| 4 | Nestor Camacho    | Guaraní           | 12    | 3    |       |      |
| 5 | Osmar Leguizamón  | General Caballero | 10    | 5    |       |      |
|   | William Mendieta  | Club Olimpia      | 10    | 2    |       |      |

## Degradatie
Welke twee clubs aan het einde van het seizoen degraderen naar de División Intermedia werd bepaald aan de hand van het aantal behaalde punten per wedstrijd in de laatste drie seizoenen. Op basis daarvan viel het doek voor de nieuwkomers General Caballero en Club Ríver Plate.
| №  | Club              | 2014 Pnt | 2015 Pnt | 2016 Pnt | Totaal Pnt | Totaal Wed. | Gem.   |
| -- | ----------------- | -------- | -------- | -------- | ---------- | ----------- | ------ |
| 1  | Guaraní           | 87       | 86       | 83       | 256        | 132         | 1.9394 |
| 2  | Libertad          | 96       | 76       | 83       | 255        | 132         | 1.9318 |
| 3  | Cerro Porteño     | 75       | 96       | 66       | 237        | 132         | 1.7955 |
| 4  | Olimpia           | 63       | 79       | 90       | 232        | 132         | 1.7576 |
| 5  | Sol de América    | 55       | 57       | 63       | 175        | 132         | 1.3258 |
| 6  | Sportivo Luqueño  | 63       | 57       | 53       | 173        | 132         | 1.3106 |
| 7  | Deportivo Capiatá | 47       | 54       | 67       | 168        | 132         | 1.2727 |
| 8  | Nacional          | 62       | 43       | 54       | 159        | 132         | 1.2045 |
| 9  | Rubio Ñu          | 50       | 48       | 48       | 146        | 132         | 1.1061 |
| 10 | General Díaz      | 48       | 45       | 46       | 139        | 132         | 1.053  |
| 11 | General Caballero | —        | —        | 46       | 46         | 44          | 1.0455 |
| 12 | Club Ríver Plate  | —        | —        | 28       | 28         | 44          | 0.6364 |